# Iepenzigzagbladwesp
De iepenzigzagbladwesp (Aproceros leucopoda) is een vliesvleugelig insect uit de familie argusbladwespen (Argidae).

## Naam en indeling
De wetenschappelijke naam van de soort werd voor het eerst voorgesteld door Kichizo Takeuchi in 1939. De soortaanduiding leucopoda betekent vrij vertaald 'ongekleurde (witte) poten'.

## Uiterlijke kenmerken
De volwassen wesp bereikt een lichaamslengte van 4,5 tot 6,1 millimeter, het lichaam heeft net als andere bladwespen geen duidelijke wespentaille zoals bij veel andere groepen van wespen het geval is. De antennes bestaan uit twee korte leden aan de basis en een zeer lang derde lid dat de rest van de antenne beslaat. De lichaamskleur is geheel zwart, dieren uit de zomergeneratie hebben een wat bruinachtige kleur. De vleugels zijn goed ontwikkeld en reiken tot ongeveer de achterlijfspunt. De vleugels hebben een zwarte zweem, in rust worden ze bovenop het lichaam gehouden en lijken dan geheel zwart van kleur. De spanwijdte van de vleugels is 10,6 tot 13,3 millimeter. De poten verschillen van kleur, die van exemplaren van de lentegeneratie hebben een witte femur of dij terwijl de rest van de poot een zwarte kleur heeft. Dieren die in latere generaties ontstaan hebben vrijwel geheel lichtgekleurde poten.
Het lichaam van de wesp verschilt afhankelijk van het seizoen. De kop van exemplaren die overwinteren is langer van vorm dan dieren die in de zomer uit het ei sluipen. Vermoedelijk wordt dit veroorzaakt door sterkere spieren in de kop die nodig zijn de relatief harde cocon open te breken. De cocons die in de zomer uitkomen zijn namelijk zachter dan de wintercocons.
De larven lijken sterk op rupsen, zoals ook van andere bladwespen bekend is. De lichaamskleur is groen, de kop is vaak iets lichter van kleur. De larven hebben alleen duidelijk ontwikkelde poten onder de eerste drie borststuksegmenten. De tweede en derde poot hebben aan weerszijden een duidelijk afstekende zwarte 'T-vormige vlek. Aan de andere segmenten zijn aan weerszijden korte, weinig ontwikkelde pseudopoten aanwezig, evenals aan het einde van het achterlijf.

### Gelijkende soorten
De bladwesp Sterictiphora geminata lijkt enigszins op de iepenzigzagbladwesp maar heeft een donkere kleur aan de schenen en daarnaast een koperkleurige glans over het lichaam. Deze wesp leeft echter op roos in plaats van iep. De iepenzigzagbladwesp heeft een gesloten anaalcel, dit is een vleugelcel aan de achterzijde van de achtervleugel. Alle andere Nederlandse bladwespen die tot de familie argusbladwespen behoren hebben een open anaalcel. De larven van de soorten Cladius rufipes en Cladius ulmi leven eveneens op iep en hebben een groene kleur. Ze vertonen echter geen zigzag-achtig vraatbeeld en de zwarte T-vormige plekken aan het tweede en derde potenpaar ontbreekt.

## Levenswijze

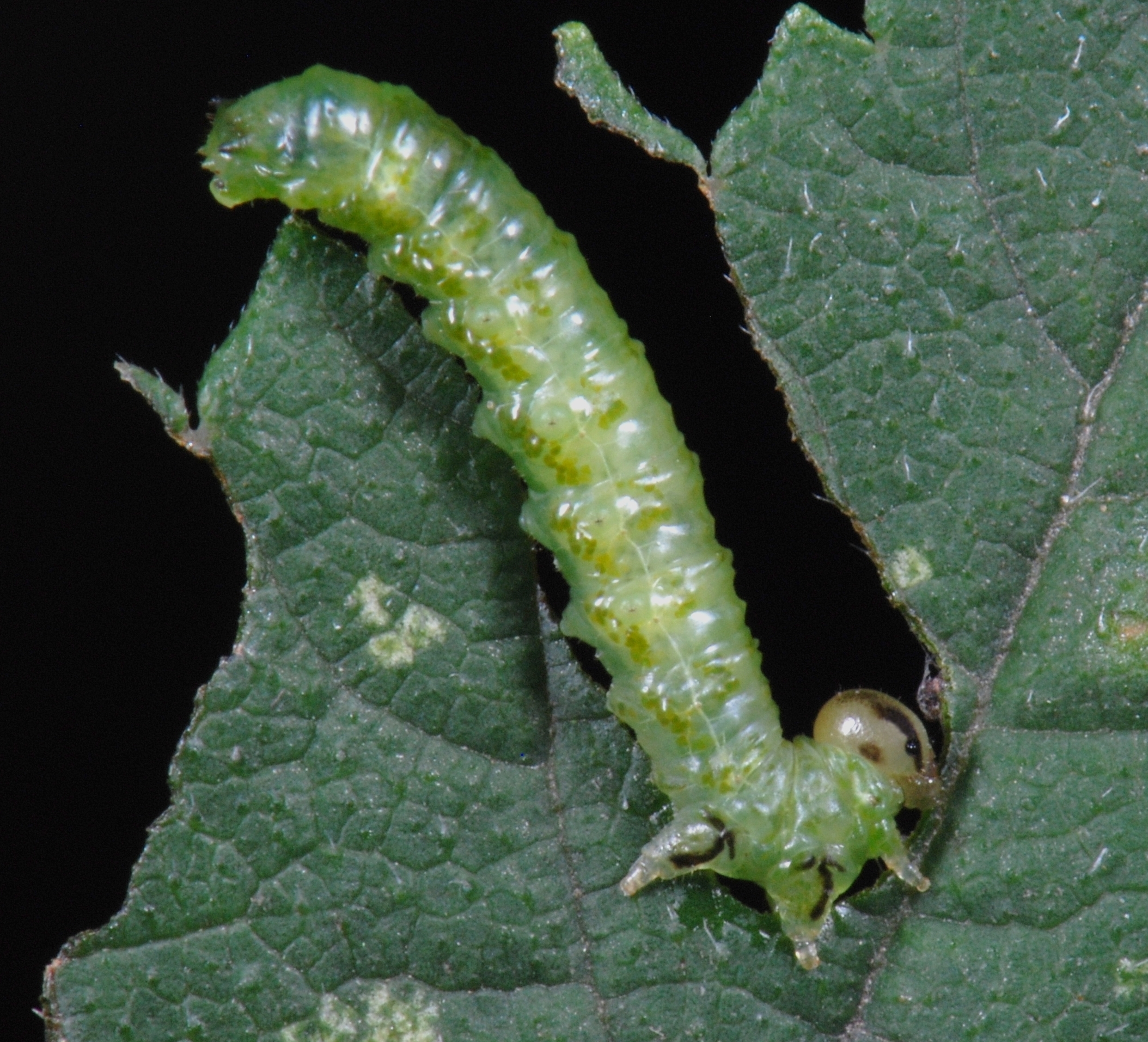
Larve, etend van een blad.

De larven zijn monofaag en leven slechts van een enkele groep van planten, het betreft alleen soorten uit het geslacht iep (Ulmus). Iepensoorten waarop de larven zijn aangetroffen zijn: Ulmus daviana, ruwe iep (Ulmus glabra), Hollandse iep (Ulmus x hollandica, fladderiep (Ulmus laevis), gladde iep (Ulmus minor), Ulmus pumila. In Nederland is er waarschijnlijk een voorkeur voor de gladde iep, dit is hier een van de meest voorkomende soorten iepen.
De jongere larven kunnen nog niet door de zijnerven heen bijten en veroorzaken hierdoor een zigzaggend vraatpatroon vanaf de bladrand. Als ze wat gegroeid zijn eten ze door de nerven heen en wordt ook de rest van het blad gegeten. Als de wesp in grote aantallen voorkomt kan een boom vrijwel volledig worden ontbladerd, het is echter nog niet bekend wat de gevolgen zijn voor de iepen op langere termijn. De iepenzigzagbladwesp is voor zover bekend geen overdrager van de beruchte iepenziekte, maar ernstige aantasting van een iepenboom kan deze waarschijnlijk wel gevoeliger maken als deze wordt besmet met de ziekte.

## Voortplanting en ontwikkeling
Alle exemplaren zijn vrouwelijk, er zijn geen mannetjes bekend, en er is dus altijd sprake van maagdelijke voortplanting. De vrouwtjes zetten hun eieren individueel af in het blad nabij de bladrand. Op deze plaats zwelt het blad op zodat een structuur ontstaat die enigszins lijkt op een gal. Het ei komt na zes tot zeven dagen uit waarbij de larve verschijnt. De larve ontwikkelt zich afhankelijk van de weersomstandigheden in veertien tot zestien dagen waarna de verpopping plaatsvindt. De verpopping vindt plaats in een cocon die wordt gesponnen met zijde-achtige draden die afkomstig zijn uit klieren in de kop van de larve. De cocon heeft een opvallende, net-achtige structuur. De cocondraden hebben een goudgele kleur, de cocon wordt gesponnen aan de onderzijde van een blad. De wespenlarven die vlak voor de winter een cocon maken, creëren een dikkere en duidelijk meer stevige cocon om de koude temperaturen te kunnen weerstaan. De larven verpoppen pas in het volgende jaar. De pop ontwikkelt zich in zes tot tien dagen tot een volwassen wesp die vrijwel direct in staat is om zelf weer eitjes af te zetten op bladeren. De gehele generatieduur voltrekt zich binnen een maand. De wesp kan vijf of mogelijk zes generaties per jaar voltrekken wat het een potente soort maakt als het gaat om de verspreiding naar en kolonisatie van nieuwe gebieden.

## Verspreiding en habitat
De iepenzigzagbladwesp komt oorspronkelijk voor in delen van Azië, van delen van Japan tot oostelijk China. De soort is vrij recentelijk geïntroduceerd naar andere delen van de wereld, voornamelijk door besmette planten die werden ingevoerd. In Europa werd de soort in 2003 gevonden in Hongarije en Polen. In 2010 is de wesp aangetroffen in Moldavië, Oekraïne, Oostenrijk, Roemenië en Slowakije. Van 2010 tot 2013 is de soort ontdekt in België, Duitsland, Italië, Kroatië, Rusland, Slovenië en Tsjechië. In Nederland werd de iepenzigzagbladwesp voor het eerst aangetroffen in 2013 in Kop van Overijssel en een jaar later bleek de soort al vrij algemeen voor te komen in verschillende delen van Nederland. Vermoedelijk zal de wesp zich in de nabije toekomst overal vestigen waar geschikte leefgebieden zijn.
De habitat van de iepenzigzagbladwesp in Nederland bestaat zowel uit loofbossen als gemengde bossen met loofbomen, maar ook in door de mens aangepaste streken kan de soort worden aangetroffen als agrarische gebieden en stedelijke gebieden.

## Afbeeldingen
|  |  |  |  |